# Route nationale (Francia)
Una route nationale, o simplemente nationale, es una de las autovías principales de Francia. Estas autovías son muy importantes en el país ya que cruzan amplias porciones del territorio francés, en oposición a los caminos secundarios o comunales que sirven solamente a áreas locales. 
Su uso suele ser gratuito, excepto en el caso de tener que pasar por alguna autopista de peaje. Están abiertas a los vehículos en general, excepto en ciertas secciones que tienen el estatus de autopista (autoroute).
Francia cuenta con alrededor de 30 500 kilómetros de autovías nacionales de propiedad no privada. En comparación, las Routes départementales recorren una distancia total de 365 000 kilómetros. El trazado de las carreteras en el país francés refleja la gran tradición centralista: la mayoría de ellos dejan las puertas de París. De hecho, las autovías principales de Francia comienzan en la puerta de Notre-Dame en el kilómetro cero.

## Historia
El sistema data del 16 de diciembre de 1811, cuando Napoleón designó un número a las routes impériales (carreteras imperiales). Las carreteras de primera clase fueron numeradas del 1 al 14; todas empezaban en París, en el sentido de las agujas del reloj. Route 1 iba desde el norte de París a Calais, y es aún la trayectoria general de la route nationale 1. Las carreteras de segunda clase, desde la 15 a la 27, eran lo mismo, mientras que la carreteras de segunda clase desde la 28 a la 229 tenían peores conexiones. Durante la Restauración Borbónica, en 1824, esas carreteras fueron renombradas como routes royales (carreteras reales) y modificadas. Route 3, de París a Hamburgo vía Soissons, Reims y Lieja, fue renumerada como 31 y 51, y las subsiguientes carreteras fueron bajadas un número. Las routes 19 y 20 quedaron completamente fuera de la Francia post-napoleónica, y así de la 21 a la 27 pasaron a ser de la 18 a la 24. En 1830 estas carreteras fueron renombradas routes nationales.